# 別所吉親
別所吉親（生年不詳－1580年2月2日）是日本戰國時代武將。別所就治的次男。兄長有安治，弟弟有重宗。妻子是畠山政國的女兒。兒子有吉成2人，女兒1人。官位是山城守。別名是賀相。鷹尾山城城主。

## 生平
兄長安治死後與弟弟重宗一同擔任外甥長治的後見人。在織田信長的部將羽柴秀吉在播磨進出時，長治從屬於信長，但是吉親在加古川的會談中與秀吉發生衝突，於是說服長治背叛信長。親織田派的重宗成為浪人。
天正8年（1580年），從秀吉處收到長治降伏的條件：就是長治與弟弟友之、吉親等3人切腹以交換保留城中士兵的性命。但是吉親反對，強硬地主張要在城內放火，不把首級送給信長並要把自己燒成灰燼，於是在自己的家中放火。見到吉親作如此舉動的城兵被激怒，最後吉親被士兵殺死，首級被運到安土城。吉親的妻子把3個兒女（2男1女）逐個殺死，最後刺穿自己的喉嚨自殺，享年23歲。
兒子吉成的兒子成忠成功保全性命，在曾孫成光時期改姓磯野氏。